# Harry Manfredini
Harry Manfredini (Chicago, 25 de agosto de 1943) é um compositor e músico norte-americano, mais conhecido por seu trabalho com música cinematográfica e jazz. Ele já compôs trilhas sonoras para mais de uma centena de filmes, notabilizando-se por seu envolvimento em produções do gênero terror, incluindo a maioria dos filmes da franquia Friday the 13th.

## Primeiros anos e educação
Nascido em 1943 em Chicago, Illinois, Manfredini tem ascendência italiana. Interessou-se por música desde a infância; seu pai era um grande fã de ópera italiana e ouvia frequentemente as canções de Giacomo Puccini, despertando-lhe o gosto por esse estilo musical. Entre as outras influências iniciais de Harry estão o jazz progressivo de Stan Kenton, o canto gregoriano que estudou na escola e as trilhas musicais de filmes que costumava assistir na televisão quando criança.
Graduou-se bacharel em música pela DePaul University e mestre em artes pela Western Illinois University. Nesta última instituição, ele ensinou teoria musical, orquestração e regência. Mais tarde, mudou-se para Nova Iorque para fazer um doutorado com especialização em regência e teoria musical na Universidade Columbia. Logo, ele começou sua carreira compondo músicas para filmes e, posteriormente, estabeleceu-se no sul da Califórnia para trabalhar na indústria cinematográfica.

## Carreira
Manfredini trabalhou como arranjador e solista de jazz por muitos anos. Em meados da década de 1970, conheceu Sean S. Cunningham, um diretor em início de carreira na época, para quem compôs em 1978 a música das comédias infantis Here Comes the Tigers e Manny's Orphans. Ele voltou a trabalhar com Cunningham em várias ocasiões, notadamente no longa-metragem de terror Friday the 13th (1980), para o qual criou um tema principal que pretendia representar o assassino in absentia, semelhante à maneira como a trilha sonora de Jaws (1975) foi usada. Posteriormente, ele se tornou o compositor de quase todos os outros filmes da popular franquia Friday the 13th, lançados entre 1981 e 2001.
Associado ao circuito de horror e suspense, tornou-se responsável pela música de muitas outras produções cinematográficas desses gêneros, entre as quais House (1986) e suas sequências. Também participou de vários projetos em parceria com Wes Craven, incluindo Swamp Thing (1982) e Wishmaster (1997). Ocasionalmente, trabalhou em filmes de comédia e aventura, especialmente na década de 1980, entretanto, nenhum deles foi particularmente bem sucedido em termos financeiros ou de crítica. Além disso, colaborou com o cineasta David DeCoteau em diversos filmes de baixo orçamento.
Em breve experiência no teatro, ele escreveu Play Me a Country Song, um musical country de faroeste encenado na Broadway em 1982. Também criou trilhas musicais para filmes de televisão, incluindo produções do Hallmark Channel e da Lifetime, e para o jogo eletrônico Friday the 13th: The Game, publicado em 2017. Em entrevistas, ele destacou que sua obra foi muito influenciada por compositores como Ígor Stravinski, Claude Debussy, Maurice Ravel, Béla Bartók, Erich Wolfgang Korngold e Alfred Newman. O autor John McCarty, em seu livro Splatter Movies, comparou o estilo de Manfredini ao de Bernard Herrmann, compositor que colaborava com Alfred Hitchcock.

## Filmografia selecionada

### Trilhas sonoras para cinema
| Ano  | Título                                                         | Notas                          | Ref.   |
| ---- | -------------------------------------------------------------- | ------------------------------ | ------ |
| 1974 | D'amour et de pierre                                           | Curta-metragem                 | [ 13 ] |
| 1975 | Angel and Big Joe                                              | Curta-metragem                 | [ 14 ] |
| 1976 | The End of the Game                                            | Curta-metragem                 | [ 14 ] |
| 1976 | The Case of the Cosmic Comic                                   | Curta-metragem                 | [ 7 ]  |
| 1976 | Through the Looking Glass                                      |                                | [ 7 ]  |
| 1977 | Three Dangerous Ladies                                         |                                | [ 10 ] |
| 1978 | Here Come the Tigers                                           |                                | [ 15 ] |
| 1978 | Manny's Orphans                                                |                                | [ 7 ]  |
| 1979 | Night–Flowers                                                  |                                | [ 7 ]  |
| 1979 | Danny                                                          |                                | [ 16 ] |
| 1979 | The Witch Who Was Afraid of Witches                            | Curta-metragem                 | [ 17 ] |
| 1980 | The Children                                                   |                                | [ 15 ] |
| 1980 | Friday the 13th                                                |                                | [ 15 ] |
| 1981 | A Boy, a Dog and a Frog                                        | Curta-metragem                 | [ 17 ] |
| 1981 | Friday the 13th Part 2                                         |                                | [ 7 ]  |
| 1982 | Friday the 13th Part III                                       |                                | [ 15 ] |
| 1982 | Swamp Thing                                                    |                                | [ 15 ] |
| 1983 | Spring Break                                                   |                                | [ 15 ] |
| 1983 | The Returning                                                  |                                | [ 7 ]  |
| 1984 | Zombie Island Massacre                                         |                                | [ 7 ]  |
| 1984 | Friday the 13th: The Final Chapter                             |                                | [ 15 ] |
| 1984 | Hrafninn flýgur                                                |                                | [ 10 ] |
| 1984 | The Hills Have Eyes Part II                                    |                                | [ 13 ] |
| 1985 | Friday the 13th: A New Beginning                               |                                | [ 15 ] |
| 1985 | The Kirlian Witness                                            |                                | [ 15 ] |
| 1985 | Frog Goes to Dinner                                            | Curta-metragem em vídeo        | [ 18 ] |
| 1986 | Friday the 13th Part VI: Jason Lives                           |                                | [ 7 ]  |
| 1986 | House                                                          |                                | [ 15 ] |
| 1986 | Slaughter High                                                 |                                | [ 15 ] |
| 1986 | Fire with Fire                                                 |                                | [ 15 ] |
| 1987 | House 2: The Second Story                                      |                                | [ 15 ] |
| 1987 | Jane B. par Agnes V.                                           | Documentário                   | [ 7 ]  |
| 1987 | There's a Nightmare in My Closet                               | Curta-metragem                 | [ 7 ]  |
| 1988 | The Violence Movie                                             | Curta-metragem                 | [ 16 ] |
| 1988 | The Violence Movie 2                                           | Curta-metragem                 | [ 17 ] |
| 1988 | Friday the 13th Part VII: The New Blood                        |                                | [ 15 ] |
| 1989 | Cameron's Closet                                               |                                | [ 15 ] |
| 1989 | DeepStar Six                                                   |                                | [ 15 ] |
| 1989 | The Horror Show                                                |                                | [ 7 ]  |
| 1990 | Private War                                                    |                                | [ 7 ]  |
| 1990 | Double Revenge                                                 |                                | [ 7 ]  |
| 1990 | Flex                                                           |                                | [ 16 ] |
| 1992 | Kickboxer 3: The Art of War                                    |                                | [ 7 ]  |
| 1992 | House IV                                                       | Diretamente em vídeo           | [ 7 ]  |
| 1992 | Amore!                                                         |                                | [ 7 ]  |
| 1992 | Aces: Iron Eagle III                                           |                                | [ 15 ] |
| 1993 | My Boyfriend's Back                                            |                                | [ 15 ] |
| 1993 | Jason Goes to Hell: The Final Friday                           |                                | [ 15 ] |
| 1994 | Dead on Sight                                                  |                                | [ 7 ]  |
| 1994 | Timemaster                                                     | Diretamente em vídeo           | [ 7 ]  |
| 1995 | Storybook                                                      | Animação                       | [ 7 ]  |
| 1997 | A Gun, a Car, a Blonde                                         |                                | [ 7 ]  |
| 1997 | Catherine's Grove                                              |                                | [ 17 ] |
| 1997 | Wishmaster                                                     |                                | [ 15 ] |
| 1998 | Follow Your Heart                                              |                                | [ 15 ] |
| 1998 | Hidden Agenda                                                  | Diretamente em vídeo           | [ 7 ]  |
| 1999 | The Omega Code                                                 |                                | [ 15 ] |
| 2001 | Carman: The Champion                                           |                                | [ 15 ] |
| 2001 | XCU: Extreme Close Up                                          |                                | [ 7 ]  |
| 2001 | Jason X                                                        |                                | [ 7 ]  |
| 2001 | Bad Karma                                                      |                                | [ 7 ]  |
| 2002 | Wolves of Wall Street                                          |                                | [ 7 ]  |
| 2002 | Endangered Species                                             |                                | [ 7 ]  |
| 2004 | Caught in the Headlights                                       |                                | [ 7 ]  |
| 2005 | The Suspect                                                    |                                | [ 9 ]  |
| 2006 | Going to Pieces: The Rise and Fall of the Slasher Film         | Documentário                   | [ 16 ] |
| 2006 | All In                                                         |                                | [ 16 ] |
| 2007 | The Anna Nicole Smith Story                                    |                                | [ 9 ]  |
| 2008 | House of Usher                                                 |                                | [ 10 ] |
| 2008 | iMurders                                                       |                                | [ 16 ] |
| 2008 | Playing with Fire                                              |                                | [ 16 ] |
| 2008 | Dead and Gone                                                  |                                | [ 16 ] |
| 2009 | Dog                                                            |                                | [ 9 ]  |
| 2010 | The Black Waters of Echo's Pond                                |                                | [ 15 ] |
| 2010 | 1313: Giant Killer Bees!                                       | Diretamente em vídeo           | [ 16 ] |
| 2011 | 1313: Actor Slash Model                                        | Diretamente em vídeo           | [ 16 ] |
| 2011 | The Family                                                     |                                | [ 16 ] |
| 2011 | Beg                                                            |                                | [ 16 ] |
| 2011 | 30 Minutes or Less                                             |                                | [ 19 ] |
| 2011 | 1313: UFO Invasion                                             | Diretamente em vídeo           | [ 9 ]  |
| 2011 | 1313: Boy Crazies                                              | Diretamente em vídeo           | [ 17 ] |
| 2011 | 1313: Haunted Frat                                             | Diretamente em vídeo           | [ 17 ] |
| 2011 | 1313: Wicked Stepbrother                                       | Diretamente em vídeo           | [ 10 ] |
| 2012 | 1313: Frankenqueen                                             | Diretamente em vídeo           | [ 10 ] |
| 2012 | Bigfoot Island                                                 | Diretamente em vídeo           | [ 9 ]  |
| 2012 | 1313: Cougar Cult                                              | Diretamente em vídeo           | [ 9 ]  |
| 2012 | 1313: Bermuda Triangle                                         | Diretamente em vídeo           | [ 9 ]  |
| 2012 | 1313: Billy the Kid                                            | Diretamente em vídeo           | [ 9 ]  |
| 2012 | 1313: Hercules Unbound!                                        | Diretamente em vídeo           | [ 9 ]  |
| 2012 | 1313: Night of the Widow                                       | Diretamente em vídeo           | [ 9 ]  |
| 2012 | A Halloween Puppy                                              |                                | [ 9 ]  |
| 2012 | 2: Voodoo Academy                                              |                                | [ 9 ]  |
| 2012 | Santa's Summer House                                           |                                | [ 16 ] |
| 2012 | An Easter Bunny Puppy                                          |                                | [ 16 ] |
| 2012 | Snow White: A Deadly Summer                                    |                                | [ 17 ] |
| 2012 | Immortal Kiss: Queen of the Night                              |                                | [ 17 ] |
| 2013 | Wampler's Ascent                                               | Documentário                   | [ 15 ] |
| 2013 | Crystal Lake Memories: The Complete History of Friday the 13th | Documentário                   | [ 16 ] |
| 2013 | Badass Showdown                                                |                                | [ 16 ] |
| 2013 | Action Star Christmas                                          |                                | [ 16 ] |
| 2013 | A Talking Cat!?!                                               |                                | [ 10 ] |
| 2013 | Hansel & Gretel: Warriors of Witchcraft                        |                                | [ 9 ]  |
| 2013 | Jackson's Run                                                  |                                | [ 9 ]  |
| 2013 | My Stepbrother Is a Vampire!?!                                 |                                | [ 9 ]  |
| 2013 | Bonnie & Clyde: Justified                                      | Diretamente em vídeo           | [ 9 ]  |
| 2014 | Doc Holliday's Revenge                                         |                                | [ 9 ]  |
| 2014 | Knock 'em Dead                                                 |                                | [ 16 ] |
| 2014 | 666: Kreepy Kerry                                              |                                | [ 16 ] |
| 2014 | 3 Wicked Witches                                               |                                | [ 16 ] |
| 2014 | 90210 Shark Attack                                             |                                | [ 10 ] |
| 2014 | 3 Scream Queens                                                |                                | [ 10 ] |
| 2014 | 666: Devilish Charm                                            |                                | [ 9 ]  |
| 2014 | Bigfoot vs. D.B. Cooper                                        |                                | [ 9 ]  |
| 2015 | Debris                                                         | Curta-metragem                 | [ 9 ]  |
| 2015 | Model Hunger                                                   |                                | [ 16 ] |
| 2015 | A Blood Story                                                  |                                | [ 16 ] |
| 2016 | Sorority Slaughterhouse                                        |                                | [ 16 ] |
| 2016 | Lake Eerie                                                     |                                | [ 16 ] |
| 2017 | Needlestick                                                    |                                | [ 9 ]  |
| 2017 | Friday the 13th Part 3: The Memoriam Documentary               | Documentário de curta-metragem | [ 9 ]  |
| 2017 | A Chance in the World                                          |                                | [ 9 ]  |
| 2018 | Minutes to Midnight                                            |                                | [ 17 ] |
| 2018 | Rock, Paper, Scissors                                          |                                | [ 16 ] |
| 2019 | Hanukkah                                                       |                                | [ 16 ] |
| 2021 | The Fishnet Hypothesis                                         |                                | [ 10 ] |

### Trilhas sonoras para televisão
| Ano  | Título                                 | Notas                       | Ref.          |
| ---- | -------------------------------------- | --------------------------- | ------------- |
| 1975 | Mr. & Ms. And the Bandstand Mysery     | Telefilme                   | [ 13 ]        |
| 1975 | Mr. & Ms. and the Magic Studio Mystery | Telefilme                   | [ 13 ]        |
| 1975 | Mrs. Amworth                           | Telefilme de curta-metragem | [ 13 ] [ 10 ] |
| 1984 | Corduroy                               | Telefilme de curta-metragem | [ 7 ] [ 10 ]  |
| 1986 | A Pocket for Corduroy                  | Telefilme de curta-metragem | [ 7 ] [ 20 ]  |
| 1989 | B-Men                                  | Piloto                      | [ 7 ]         |
| 1989 | War of the Worlds                      | Telessérie                  | [ 7 ]         |
| 1990 | Angel of Death                         | Telefilme                   | [ 7 ]         |
| 1994 | Cries Unheard: The Donna Yaklich Story | Telefilme                   | [ 7 ]         |
| 1997 | Raven                                  | Minissérie                  | [ 19 ]        |
| 2002 | Terminal Invasion                      | Telefilme                   | [ 7 ]         |
| 2004 | Torn Apart                             | Telefilme                   | [ 7 ]         |
| 2006 | Amber's Story                          | Telefilme                   | [ 19 ]        |
| 2006 | Christmas on Chestnut Street           | Telefilme                   | [ 19 ]        |
| 2007 | Unthinkable                            | Telefilme                   | [ 19 ]        |
| 2009 | Mrs. Washington Goes to Smith          | Telefilme                   | [ 21 ]        |
| 2011 | Christmas Spirit                       | Telefilme                   | [ 17 ]        |
| 2012 | Dark Desire                            | Telefilme                   | [ 17 ]        |

### Trilhas sonoras de jogos eletrônicos
| Ano  | Título                    | Notas                 | Ref.   |
| ---- | ------------------------- | --------------------- | ------ |
| 2015 | Mortal Kombat X           | Efeito vocal de Jason | [ 22 ] |
| 2017 | Friday the 13th: The Game | Compositor            | [ 12 ] |

### Aparições
| Ano  | Título                                                         | Papel           | Notas          | Ref.   |
| ---- | -------------------------------------------------------------- | --------------- | -------------- | ------ |
| 1978 | Manny's Orphans                                                | Gerente pessoal |                | [ 7 ]  |
| 1985 | Frog Goes to Dinner                                            | Músico          | Curta-metragem | [ 18 ] |
| 2003 | Return to Crystal Lake: Making 'Friday the 13th'               | Ele mesmo       | Documentário   | [ 7 ]  |
| 2006 | Going to Pieces: The Rise and Fall of the Slasher Film         | Ele mesmo       | Documentário   | [ 16 ] |
| 2009 | Into the Pit: The Shocking Story of Deadpit.com                | Ele mesmo       | Documentário   | [ 17 ] |
| 2009 | His Name Was Jason: 30 Years of Friday the 13th                | Ele mesmo       | Documentário   | [ 10 ] |
| 2013 | Crystal Lake Memories: The Complete History of Friday the 13th | Ele mesmo       | Documentário   | [ 10 ] |
| 2017 | Friday the 13th Part 3: The Memoriam Documentary               | Ele mesmo       | Documentário   | [ 9 ]  |
| 2018 | Something Wicked This Way Comes                                | Ele mesmo       | Documentário   | [ 17 ] |
| 2018 | AMC Visionaries: Eli Roth's History of Horror                  | Ele mesmo       | Documentário   | [ 14 ] |
| 2019 | In Search of Darkness                                          | Ele mesmo       | Documentário   | [ 10 ] |
| 2020 | In Search of Darkness: Part II                                 | Ele mesmo       | Documentário   | [ 17 ] |
| 2020 | The Shooter                                                    | Mentor (voz)    | Curta-metragem | [ 23 ] |

### Outros créditos
| Ano  | Título                                           | Notas                           | Ref.   |
| ---- | ------------------------------------------------ | ------------------------------- | ------ |
| 1989 | Friday the 13th Part VIII: Jason Takes Manhattan | Efeito sonoro original de Jason | [ 15 ] |
| 1997 | A Gun, a Car, a Blonde                           | Músico: solos de saxofone       | [ 7 ]  |
| 2009 | Friday the 13th                                  | Música-tema licenciada          | [ 24 ] |